# José Monteiro de Macedo
José Monteiro de Macedo, född 2 juni 1982 i Alger, är en svensk-bissauguineansk fotbollsspelare. Han spelar främst som mittback eller högerback.

## Klubbkarriär
Monteiro började spela i FoC Farsta innan han kom till Hammarby TFF. Han flyttades under säsongen 2006 upp i Hammarbys A-lag och fick under hösten göra debut på grund av skador i Hammarbys backlinje. Han gjorde stor succé tillsammans med Max von Schlebrügge i mittförsvaret och skrev på ett nytt kontrakt med Hammarby och tackade nej till ett erbjudande från Malmö FF.
Han spelade under säsongen 2007 huvudsakligen högerback, men vikarierade i mittförsvaret vid skador samt avstängningar. Monteiro gjorde sitt första mål i Hammarbys A-lag den 3 november 2008 i en match på Söderstadion mot 
Malmö FF.
I februari 2013 gick Monteiro till Andrea Doria i Division 4 Mellersta i Stockholm där han spelade med bland annat Martin Fribrock. I mars 2014 gick Monteiro till Värmdö IF, där han även fick en roll som assisterande tränare.
I december 2014 tog Jose nästa steg i sin karriär och gick till FC Stockholm Internazionale i division fyra. Under säsongen 2015 spelade han 18 matcher och gjorde åtta mål. Under säsongen 2016 har han spelat åtta matcher och gjort fyra mål (augusti 2016).

## Landslagskarriär
När Guinea-Bissau mötte Kenya i kvalet till afrikanska mästerskapen fanns Monteiro med i startelvan. Guinea-Bissau tog också en överraskande seger på hemmaplan mot ett något förvånat Kenya som nog trodde att det skulle bli en lätt match. 
Guinea-Bissau vann med 1-0 efter mål i 75:e minuten av Cícero Semedo. Monteiro spelade hela matchen. Guinea-Bissau hade innan den här segern inte vunnit på 10 år (2010).

## Seriematcher och mål
- 2011: 28 / 0
- 2010: 21 / 0
- 2009: 20 / 0
- 2008: 20 / 1
- 2007: 21 / 0
- 2006: 12 / 0